# Namibische dollar
De dollar is de munteenheid van Namibië. Eén dollar is honderd cent. De Namibische dollar heeft dezelfde waarde als de Zuid-Afrikaanse rand. Zuid-Afrikaanse munten en papiergeld kunnen in Namibië worden gebruikt, maar daarentegen wordt Namibisch geld niet in Zuid-Afrika geaccepteerd. Dit geldt ook voor de loti, de munteenheid van Lesotho, en de lilangeni van Swaziland.
De volgende munten worden gebruikt: 
- 5 cent
- 10 cent
- 50 cent
- 1$
- 5$

Het papiergeld is beschikbaar in: 
- 10$
- 20$
- 50$
- 100$
- 200$